# オルタナティヴ・ロック
オルタナティヴ・ロック（英語: alternative rock）は、ロックの一ジャンルである。オルタナティヴ、オルタナ、オルト・ロックなどの略称がある。
オルタナティヴ（Alternative）とは、「もうひとつの選択、代わりとなる、代替手段」という意味の英語の形容詞。オルタナ・ロックは、大手レコード会社主導の商業主義的な産業ロックやポピュラー音楽とは一線を画し、アンダーグラウンドの精神を持つロックのジャンルである。このジャンルは、イギリス、アメリカだけでなく、世界の多くの国に存在する。ジャンルの傾向は、1970年代後半から80年代前半に隆盛を極めた産業ロックへの反発から、1960年代半ば以降のロックへの回帰（音楽面・思想面両方）を志向し、ジャンル内にインディー・ロックを含んでいる。

## 概要
オルタナティヴ・ロックの前身は1960年代のプロト・パンクのシーンに存在していた。起源はヴェルヴェット・アンダーグラウンドの『ヴェルヴェット・アンダーグラウンド・アンド・ニコ 』（'67年）に遡り、後の多くのオルタナティヴ・ロックのバンドに影響を与えた。
1978年、イギリスでは前年のロンドン・パンク・ムーブメントと入れ替わるようにニュー・ウェイヴが勃興した。いっぽうで、ポストパンクの先鋭的なグループとしては、パブリック・イメージ・リミテッド（PIL）、ポップ・グループ、キャバレー・ヴォルテールらの名前が挙げられる。彼らはパンクが開けた風穴をさらに広げ、より自由で実験的な音楽を演奏した。資本的にもメジャーなレコード会社から独立したインディーズ・レーベルのアーティストが多く、イギリスの音楽メディアからはオルタナティヴな選択肢と見られた。イギリスのラフ・トレード・レコードやファクトリー、ミュート などのレーベルは、初期のオルタナティヴ・ロックのレーベルとして活動した。
アメリカにおいては、オムニバス盤『ノー・ニューヨーク』（'78年）がオルタナティヴ・ロックの佳作であった。同アルバムにはジェームス・チャンスらの曲が収録されている。デッド・ケネディーズは1979年に独立系レコードレーベル「オルタナティブ・テンタクルズ」を設立し、バットホール・サーファーズなどのアンダーグラウンドの音楽をリリースしていた。
アメリカ各地の大学で学生が自主運営していたカレッジ・ラジオは、イギリスやアメリカのパンク・ロックやポスト・パンク、ニュー・ウェイヴやギターポップ、ノイズロックなど、アメリカの音楽シーンの主流から外れた音楽を盛んに取り上げた。彼らのラジオ局は、当時の音楽界の主流であった産業ロック、ポップやヘヴィメタルなどを「収益性を第一とし、産業的・芸能的でアートとしての進歩性に欠け、聴衆におもねったもの」と批判し、自らが支持する音楽を「主流でない音楽、真剣な音楽」と定義して、自分たちの応援する地元、および全米やイギリスのインディーズ・アーテイストの曲をオンエアした。全米の大学ラジオごとのチャートをあわせた「カレッジ・チャート」では、産業ロックや商業的ポップス主体のビルボード・チャートとは異なるオルタナティヴ（もう一つの選択）なバンドやソロ・アーティストが名を連ねていた。R.E.M.やU2は、「カレッジ・ラジオ」が応援し続けたバンドとして特に有名である。U2は、音楽賞で受賞した際には「応援してくれたカレッジ・ラジオに感謝する」とコメントしていた。

## 特徴
広義の解釈はクラッシュ、ディーヴォ など、メジャー・レーベルから発表された作品も、オルタナティヴ・ロックに含む考え方。オルタナティヴ・ロックの考察記事・読本などでは、これを「オルタナティヴ・ロックに属するバンド」を選考する際の基準にすることが多い。
狭義の解釈としては、メジャー・レーベルから発表されているソロ、バンドは、オルタナティヴ・ロックに含まれないとする考え方である。この考え方の場合、インディー・ロックと同じ集合となる。オルタナティヴ・ロックは、そもそもが1970年代の末にイギリスで発生したのは前述の通り。英米メジャーシーンの産業ロック、ポップに対するオルタナティヴとして誕生したジャンルであるため、音楽性は1970年代半ば以降の産業ロックや、トップ40もの（MTV的なもの）、ヘヴィメタル、保守的で主流なカントリーとは正反対の方向性を持つ。これらはその多くが音楽的な挑戦を持ち、メジャーシーンへのアンチを志向している。また1980年代のポピュラー・ミュージック、産業ロックに比べると、聞き手にとっての聞き心地のよさやキャッチーさを否定している。好まれた機材としてはフェンダー社のジャガーやジャズマスター、ムスタングなどを一部のギタリストが使用していた。歪み用のエフェクターは、きめの細かいヘヴィメタル・タイプのディストーションよりもRATなどの荒いタイプのものが多用された。ニルヴァーナのカート・コバーンはフェンダーのジャガーを使用した。また、変形ギターなど、1980年代メインストリームの楽器を好んで使用するバンドは少ない。

## 1980年代USオルタナ・シーン
アンダーグラウンドな音楽活動は地域や時代を問わず存在したと考えられるが、1980年代の北アメリカ諸都市におけるパンク由来の音楽活動の特徴を、カナダの音楽社会学者ウィル・ストロー (Will Straw) は、「シーン (scene)」という概念で、従来の(エスニックな)「コミュニティー」に根ざしてアンダーグラウンドにまで連なる(たとえば)ダンス音楽と対比して論じている。ウィル・ストローはカナダのトロント、モントリオール、アメリカのロサンゼルス、デトロイト、イギリスのロンドンなどのオルタナティヴ・ロック・シーンを綿密に調査した。1980年代半ばまでに、カナダ、アメリカの都市部にはローカルなカレッジ/オルタナ・シーンが成立し、地域のレコードリリースやラジオ放送を利用した音楽活動が行われ、音楽的な多様性が担保されていた。この論文が出版された1991年ごろには、これらのシーンから生まれた音楽が、メインストリームに取り込まれていった。若者にとっては、グランジなどがそれまで主流だったポップ音楽よりも魅力のあるものと見られるようになっていった。
1980年代に登場したR.E.M.やソニック・ユースといったオルタナティヴ・ロック勃興の旗手となったバンド群は、その人気により1990年代に入ってメジャーシーンに参加することになる。1980年代ヘヴィメタル・ロックとは違った抽象性・アート性は、音楽雑誌『ローリング・ストーン』や『NME』などをはじめ、多くの音楽メディアで評価された。サウンド的には反産業ロック、オルタナティヴ志向だった。

### 西海岸
300万都市ロサンゼルスは、ニューヨークと並ぶ音楽産業の中心であり、1970年代以前からアンダーグラウンドの規模も大きかった。1970年代後半の、ニューヨークやロンドンと比べてローカルであったニュー・ウェイヴ・パンク・シーンから、さらにロサンゼルス郊外のハードコア・パンク・シーンが枝分かれしていく過程は、1977年に高校生のファンジンとして創刊された『フリップサイド』(Flipside)に記録されている。当初はニューヨークやロンドンのバンド公演の合間に登場するだけだった地元バンドが増えていった。「サーフパンク」などは、ロサンゼルスのサウスベイやオレンジ・カウンティなど郊外の未成年者を指し、これらのライブハウスの客層に人気のブラック・フラッグ らのバンドは郊外のライブ会場を拠点として「ハードコア・シーン」が形成した。ミニットメンやレッドクロス、あるいはTSOLといったバンド自体の音楽は、ニュー・ウェイヴ、ポスト・パンクやメタルなどさまざまな要素を含んでいた、という点である。新たに参入したディセンデンツはサーフロックのメロディーをこの地域のハードコアに持ち込んだ。
ロサンゼルスでは、ブラック・フラッグやミニットメンが頻繁にツアーを行い、アメリカの各地域にハードコアシーンが形成されるきっかけを作った。ブラック・フラッグの自主レーベルSSTレコード は、LAで親交のあったバンドだけでなく、これらのツアー活動を通じて知り合ったアリゾナのミート・パペッツ、ミネアポリスのハスカー・ドゥ、ニューヨークのバッド・ブレインズ、ソニック・ユース、ダイナソーJr.といったバンドの作品をリリースし、1980年代の代表的なUSオルタナティヴ・インディー・レーベルとして知られる。
1980年代初期のハードコア・シーンをよく伝える映画としては、オレンジ・カウンティ のハードコアバンド、ソーシャル・ディストーションとユースブリゲードが1982年スクールバスを改造したツアーバスで試みた全米ツアーを中心とする映画『アナザー・ステート・オブ・マインド』や、1984年のフィクション『サバービア』がある。
1980年代半ばにロサンゼルスは、スラッシュ・メタルを中心にLAメタルブームが発生した。しかし、それに対抗して1980年代末からバッド・レリジョンとそのレーベルエピタフ・レコードのメロディック・ハードコアなど、パンク・バンドによるインディペンデントな小ブームが起きた。
シアトルもロックの中心地として、1980年代からオルタナ・バンドが活躍していた。また、サンフランシスコ・ベイエリアは、ロサンゼルスと密接な関係にある地域であり、パンク、ニュー・ウェイヴのライブハウスとしてマブヘイ・ガーデンズが知られ、ブラック・フラッグやサークル・ジャークスといったバンドが早い時期から頻繁にツアーを行っている。1978年結成の地元のバンドデッド・ケネディーズ は、自主レーベルオルタナティヴ・テンタクルズを立ち上げ、東海岸へのツアーを行うなど、早くから知名度をあげ世界的に知られるようになり、ジェロ・ビアフラはパンクの反体制的主張の代弁者として積極的に発言する。バークリーの公共放送KPFAの音楽番組『マクシマム・ロックンロール』のティム・ヨハナン (Tim Yohannan)は、オルタナティヴ・テンタクルズからカリフォルニア北部のパンクバンドのサンプラーをリリース、この48ページのライナーがパンク誌『マクシマム・ロックンロール』の創刊号となる。当初からこの雑誌のカラーとして、オルタナティヴな価値観を持ったパンク思想が記事として掲載されていた。
1986年にはオルタナティヴ・ミュージック・ファウンデーションを設立し、自主運営ライブハウス・ギルマンをオープンする。ギルマンは、ベイエリアのパンクシーンの中心として、グリーン・デイ、ジョーブレーカー、サマイアムといったバンドの活動拠点となった。ただし、『マキシマム・ロックンロール』を単にパンク音楽誌とみなすことはできない。その大量のレビューにはハードコア・パンク全盛期の草創期から、ポスト・パンク、サイケデリック、ノイズ、あるいはヴェルヴェット・アンダーグラウンドの再発など、典型的なパンク以外の音楽もしばしば好意的に評されている。白人のラップが評価されたことは、黒人ラップが中心のR&Bチャートとは異なっていた。1984年からは日本のバンドも登場し、少年ナイフなども紹介されている。

### 東海岸
最大都市ニューヨークでは、パティ・スミス、テレヴィジョンらをルーツとし、ジェームス・チャンス・アンド・ザ・コントーションズらが参加した『ノー・ニューヨーク』というオルタナティヴ・ロックらしいアルバムが発表された。
ワシントンD.C.は、黒人人口の比率が圧倒的に高く、オルタナ・シーンは小さい。地元レコード店主のスキップ・グロフにより1978年に自主制作で出された、ハーフ・ジャパニーズ を含むニュー・ウェイヴ・バンドのコンピレーション・アルバム『30 Seconds over D.C.:Here Comes the New Wave!』が、地元バンドの作品である。グロフが設立を助けたティーン・パンクスによるディスコード・レコードも、D.C.を地図に載せることがテーマとなった。このティーンパンクスに大きな影響を与えたのが、ジャズから転向したアフリカ系アメリカ人パンク・バンド、バッドブレインズである。バッドブレインズは後にニューヨークに本拠を移し、東部のハードコア・パンク・バンドとしては初めて全米ツアーを行ってパンクスの間で知名度を上げた。さらにマイナー・スレット をはじめとするティーンパンクスがハードコアを名のり、『フリップサイド』や『マクシマム・ロックンロール』（ラジオ番組、パンク雑誌の名称）を通じてDCシーンはパンクシーンで知られるようになった。しかし、バッドブレインズはボーカルH.R.がレゲエへの傾倒を強め、また、1983年にマイナースレットは解散した。

## 1990年代以降
1990年代初頭のアメリカでは、ニルヴァーナやダイナソーJr.、パール・ジャム、サウンドガーデンなどがライブハウスやカレッジ・チャートなどを中心に、人気を獲得していった。彼らはグランジ・ロックと呼ばれた。すでに1970年代末にはオルタナティヴ・ロックという呼称は存在していたが、ジャンル名がアメリカの音楽ジャーナリズムで拡大していったのは、この時期である。グランジは、過去の全米チャート上位を独占した既存の1980年代的な産業ロック、ハードロック、ヘヴィメタル、ポップ・ロックなどとは違うロックのジャンルとして浸透していった。そのほかにも、レイジ・アゲインスト・ザ・マシーンやレッド・ホット・チリ・ペッパーズといった、ロックにラップの要素を取り入れたオルタナであるミクスチャー・ロックが登場した。
その後、カート・コバーンの自殺 や、その他の音楽状況の変化が要因となって、グランジ・ムーブメントは終焉を迎えた。
2000年代以降のオルタナティヴ・ロック界では、ホワイト・ストライプス、ストロークス、アークティック・モンキーズ、アーケード・ファイア、リンキン・パークなどが活躍した。